# Seznam nosilcev spominskega znaka Premik 1991
Seznam nosilcev spominskega znaka Premik 1991.

## Seznam
(datum podelitve - ime)
- 23. september 1997 - Stanislav Bačar - Mladen Balaban - Neno Balaban - Milan Bavdek - Stanislav Becele - Bogdan Beltram - Natalija Benedik - Veronika Beti - Alojzij Bogataj - Miloš Bregar - Radoslav Cotič - Jakob Čeferin - Franc Černe - Vojka Čoha - Slavko Derenčin - Franc Dominko - Alenka Ermenc - Nada Flogie - Milan Golobič - Albin Gutman - Viktor Hladnik - Anton Hribernik - Venceslav Hvala - Milovan Ipavec - Stanko Jarm - Tomo Jordanov - Jožef Kadunc - Stojan Kastelic - Rade Klisarič - Anton Klobčaver - Mima Kodermac - Srečko Kodrič - Franc Kokoravec - Silvester Koradin - Janko Korče - Drago Krapež - Aleš Kukovec - Danijel Kuzma (posmrtno) - Dragomir Lazarević - Zdenko Likan - Iztok Likar - Srečko Lisjak - Boris Lozar - Štefan Malavašič - Bogdan Mali - Vasilije Maraš - Friderik Markovčič - Srečko Martinuč - Aleš Matovič - Matjaž Mavsar - Franc Medle - Peter Močan - Rafael Mokorel - Savo Nešković - Boris Ožbolt - Anton Perko - Martina Pleterski - Boris Pogačar - Darko Skok - Gorazd Šošter - Viktor Pšeničnik - Željko Rudić - Metod Rutar - Stojan Skočir - Janez Slapar - Viktor Šen - Milena Škbina - Franc Škufca - Marko Špiler - Nikolaj Tomc - Živko Vasilevski - Anton Vereš - Dragotin Vidrih - Pavel Vindišar - Franc Zagorc - Milan Zajc (posmrtno) - Alojz Završnik - Stanislava Zorn - Bojan Zupanc (posmrtno) - Josip Žagar - Klavdija Žuber

- 28. april 1998 - Bojan Bartol - Janez Butara - Vincenc Farkaš - Marjan Grabnar - Žarko Henigman - Andreja Kapušin - Aloj Košević - Pavel Krapež - Silva Lužar - Majeta Markelc - Slavka Pavlin - Mojca Ferjančič Podbregar - Franc Rupnik - Roman Šiško - Marko Štrukelj - Borut Usenik - Željko Varga - Cvetko Zorko

- 6. oktober 1999 - Janez Čerin - Miroslav Debelak - Ivo Furlan - Tomaž Visinski